# Яго Фалке
Я̀го Фалкѐ Сѝлва (Iago Falqué Silva) е испански футболист, полузащитник. Преминава през младежките формации на Реал Мадрид и Барселона преди да се присъедини към Ювентус през 2008. През сезон 2009 - 2010 играе като преотстъпен в Бари. През 2010 г. се завръща в „Ювентус“, но за кратко, след като бива отдаден под наем във Виляреал Б, а за сезон 2011/2012 е отдаден под наем в Тотнъм.
Европейски шампион е с младежкия национален отбор на Испания до 17 години.